# EDSO
European Deaf Sport Organization (EDSO), europska je športska organizacija gluhih. Osnovana je u Antibesu, u Francuskoj, 7. srpnja 1983. godine. Za prvoga predsjednika organizacije izabran je Hendrik J. de Haas (Nizozemska). EDSO organizira europska športska prvenstva i međunarodne turnire za gluhe i nagluhe u ljetnim i zimskim športovima. Četrdeset europskih zemalja imaju članstvo u EDSO. 

## Vanjske poveznice
- EDSO, službene stranice (engl.)
- old EDSO, stare stranice (engl.)